# Judith Butler
Judith Butler (n. 24 februarie 1956, Cleveland, Ohio, SUA) este o filozofă poststructuralistă din Statele Unite care a contribuit semnificativ spre teoria feministă, teoria queer și filozofia politică. Butler și-a primit doctoratul în filozofie de la Universitatea Yale în 1984.

## Lucrări principale
Lucrarea de referință a lui Judith Butler este Gender Trouble: Feminism and the Subversion of Identity, publicată în 1990. Argumentul principal al acestei lucrări carte este că genul și sexualitatea, categorii aparent naturale (biologice), sunt de fapt construcții culturale. Ea argumentează că genul este un act performativ: nu ne naștem ca aparținând unei anumite categorii de gen, ci societatea creează categoria de gen căreia îi aparținem.

## Stil și politică
Stilul academic al lui Butler este dens și teoretic. Ea explică acest lucru spunând că este necesar să se rupă de la limbajul tradițional dacă vrea să se împotrivească narativului cultural dominant.
Butler se identifică a fi evreică antisionistă, fiind îngrijorată de pierderea libertății academice care este implicit susținută de grupuri pro-Israel. Pe 6 septembrie 2006 Butler a criticat într-un seminar la Universitatea din California, Berkeley, implicarea Israelului în Liban în 2006.
Judith Butler consideră Hamas și Hezbollah ca fiind "mișcări progresiste, de stânga".